# Мюррей, Даг
Даглас Мюррей (швед. Douglas Murray; 12 марта 1980, Бромма, Швеция) — профессиональный шведский хоккеист, защитник.
Хотя чаще всего в прессе его имя пишут как Даг Мюррей, мать хоккеиста выражает этим недовольство, так как имя Даг напоминает слово «собака» (англ. dog) в американском произношении. Поэтому, журналисты предпочитают называть его Даглас Мюррей.

## Игровая карьера
С 1999 по 2003 гг. играл за Университет Корнелл. Выступая за Корнелл, в выпускной год Даглас был капитаном команды и был дважды выбран в первую команду американских спортсменов-любителей. В сезонах 2003—04 и 2004-05 Даглас играл в фарм клубе «Сан Хосе Шаркс» — «Кливленд Баронз» и показывал хорошие результаты как в защите, так и в нападении, лидировав в команде по показателю плюс/минус и являясь вторым по результативности защитником команды. Также он был ассистентом капитана.

### Карьера в НХЛ
Во время сезона 2005-06 после череды травм защитников в «Сан Хосе Шаркс» Мюррей был вызван в основную команду. За короткое время пребывания в основном составе Даг Мюррей заслужил похвалу от руководства и тренеров «Акул», произведя на них впечатление своими силовыми приёмами и надёжной игрой в обороне.
После истечения контракта в июне 2006 года, даже несмотря на смазанный из-за травмы сезон, Даг Мюррей получил доверие от генерального менеджера «Акул» Дагласа Уилсона и получил предложение подписать новый трёхлетний контракт на 1.65 млн долларов. Частью этой сделки был подписной бонус в 150 тыс. долларов, к тому же данный контракт был односторонним.
Свой первый гол в НХЛ Даглас забил 21 февраля 2008 года в своей 115 игре вратарю «Филадельфии Флайерз» Мартину Бирону.
В составе сборной Швеции принял участие в чемпионате мира 2008 года и в зимней Олимпиаде в Ванкувере в 2010 году.
25 марта 2013 года был обменян в клуб «Питтсбург Пингвинз».
В августе 2013 года перешёл в «Монреаль Канадиенс». В январе 2015 года вернулся в Европу, заключив контракт с немецким клубом «Кёльнер Хайе» до конца сезона 2014/15.
С марта по сентябрь 2015 года тренировался в составе «Калгари Флеймз», однако по окончании предсезонных сборов клуб не стал подписывать контракт с защитником.

## Интересные факты
- Дед Дагласа Мюррея по материнской линии — бывший защитник сборной Швеции, двукратный чемпион мира, член Зала славы ИИХФ Лассе Бьорн.